# Николай Денков
Николай Денкович Денков (болг. Николай Денков Денков; нар. 3 вересня 1962, Стара Загора, Народна Республіка Болгарія) — болгарський фізико-хімік, академік та політик, прем'єр-міністр Болгарії з 6 червня 2023 до 9 квітня 2024 року. Колишній виконувач обов'язків міністра (2017, 2021) та міністр (2021—2022) освіти та науки. Академік Болгарської академії наук, постійний член Європейської академії та професор Софійського університету.

## Освіта
1980 року закінчив Національну середню природничо-математичну школу в Софії. У 1987 році закінчив магістратуру хіміко-фармацевтичного факультету Софійського університету, здобув ступінь магістра наук із хімії.

## Наукова діяльність
1993 року здобув ступінь доктора філософії, 2007 — доктора наук, 2008 року став професором з фізичної хімії на факультеті хімічної та фармацевтичної інженерії (DCE) факультету хімії та фармації Софійського університету. Працював заступником декана з навчання в магістратурі хімічного факультету університету (2004—2008) та завідувачем кафедри інженерної хімії природничого факультету (2008—2015).
Працював запрошеним дослідником у Японському науковому фонді (JRDC) та Уппсальському університеті, Швеція, старшим науковим співробітником та провідним науковцем у наукових інститутах приватних компаній Rhône-Poulenc, Франція, та Unilever, США, відповідно. Був запрошеним професором у Вищій школі промислової фізики та хімії ESPCI-Париж та в Лілльському університеті (Франція).
Академік Болгарської академії наук з 2021 року та постійний член Європейської академії з 2019 року. Член експертної групи «Фізичні науки» Європейського космічного агентства. Очолює лабораторію «Активні рецептури та матеріали» на хіміко-фармацевтичному факультеті Софійського університету з 2017 року.
Опублікував 175 статей, дві з яких у науковому журналі Nature та одна в Nature Communications.
Керував понад 45 міжнародними проєктами, фінансованими іноземними компаніями, серед яких Unilever, BASF, Saint Gobain, PepsiCo, Wacker, Dow Corning, Rhodia, Heineken. Має 12 патентів, з них 6 міжнародні (ВОІВ, США, Європа) та 4 іноземні.

## Політична кар'єра
У 2012 та 2013 роках, як член робочих груп при Раді Міністрів та Міністерстві освіти і науки, брав участь у розробці концепції оперативної програми «Наука та освіта для інтелектуального зростання» та в обговореннях «Угоди про партнерство» на 2013—2020 рр. між Болгарією та Європейською комісією.
З 12 серпня 2014 до 5 квітня 2016 року обіймав посаду заступника міністра освіти й науки. На цій посаді відповідав за вищу освіту та європейські структурні фонди, включно з впровадженням операційної програми «Наука та освіта для інтелектуального зростання» (OPNOIR).
З 27 січня до 4 травня 2017 року виконував обов'язки міністра освіти та науки Болгарії в службовому уряді Огняна Герджикова.
11 травня 2021 року виконував обов'язки міністра освіти й науки в обох службових кабінетах Стефана Янева. Після перемоги на парламентських виборах у вересні 2021 року партії «Продовжуємо зміни», яка стала найбільшою фракцією у парламенті і змогла сформувати уряд самостійно, 11 грудня 2021 року обійняв посаду міністра освіти та науки в уряді Кирила Петкова.
На дострокових виборах у жовтні 2022 року жодна з партій не змогла отримати більшості. Кандидат від партії ГЕРБ, яка здобула перше місце за кількістю голосів на виборах, нейрохірург Микола Габровський не зміг забезпечити більшість для затвердження уряду в парламенті. Другий мандат отримав Денков як кандидат від другої партії за кількістю голосів, але теж не зміг зібрати необхідної підтримки в парламенті. Після третьої невдалої спроби формування уряду Комуністичною партією Болгарії знову оголосили позачергові вибори.
У жовтні 2022 року обраний членом Народних зборів від 30-го виборчого округу — Шумен. Переобраний 2023 року.
У травні 2023 року, після чотирьох дострокових виборів, дві найбільші сили у парламенті за результатами виборів, що відбулись у квітні, — блок ГЄРБ-СДС та група «Продовжуємо зміни — Демократична Болгарія» домовились про формування уряду на ротаційній основі. Відповідно до угоди, перші 9 місяців уряд очолюватиме Денков, тоді як представниця ГЄРБ Марія Габрієл обійме посаду віцепрем'єр-міністра та міністра закордонних справ, а на наступні 9 місяців вони поміняються місцями. Парламент схвалив ротаційний уряд 131 голосом проти 69; для обрання уряду була необхідна мінімальна більшість у 121 голос.

## Нагороди
Удостоєний низки нагород, зокрема вищої національної премії «Піфагор» Міністерства освіти і науки (2010), Почесного знака із синьою стрічкою Софійського університету (2013) та щорічної премії «Солвей» Європейського товариства колоїдів та інтерфейсів за високі наукові досягнення (2019).

## Приватне життя
Одружений, має двох дітей. Володіє англійською та російською мовами.